# Willi Stoph
Wilhelm Stoph (9. července 1914 Berlín-Schöneberg – 13. dubna 1999 Berlín) byl východoněmecký politik a armádní generál, který v letech 1964–1973 a znovu v rozmezí let 1976–1989 zastával v NDR funkci předsedy Rady ministrů (vlády), v letech 1973 až 1976 byl předsedou Státní rady NDR.

## Život a kariéra

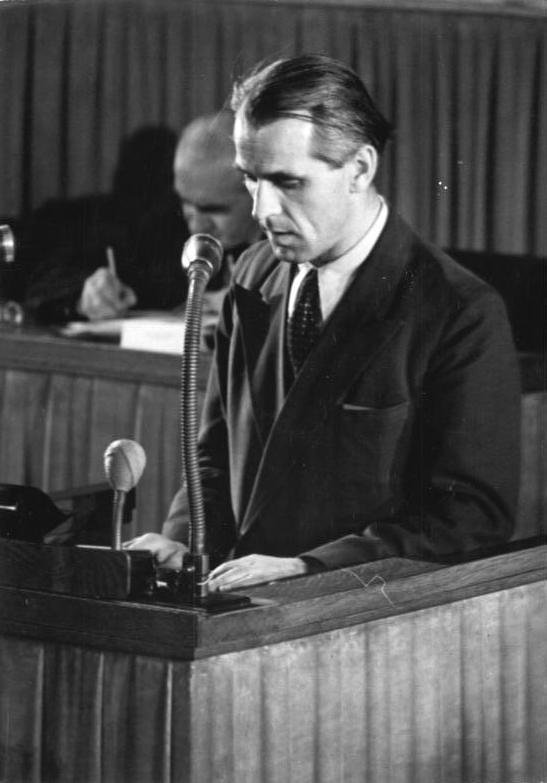
Začátek Stophovy politické kariéry v roce 1951

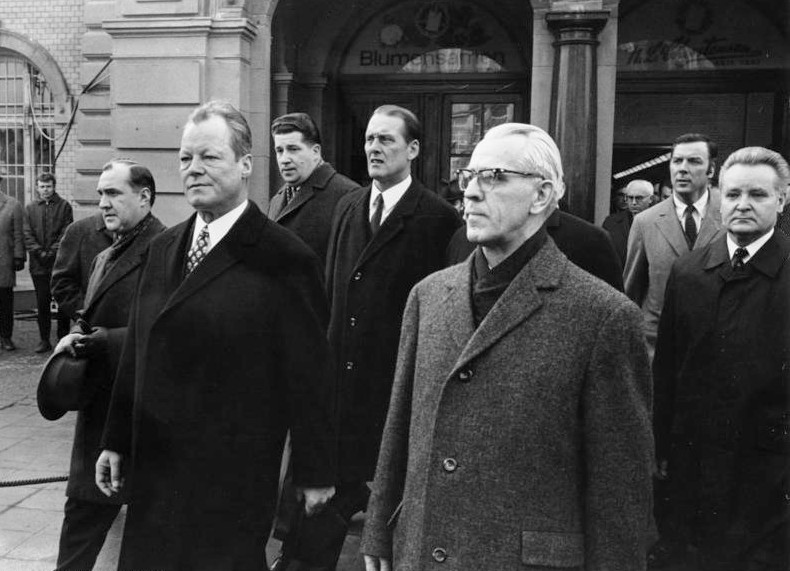
Návštěva Brandta v roce 1970

Jeho otec padl v první světové válce. Mladý Stoph se stal roku 1928 členem KJVD, mládežnické odnože německých komunistů. Zde se mu zalíbilo, a proto o tři roky později vstoupil do KPD.
Do druhé světové války se zapojil v roce 1940 a bojoval v ní až do pádu Třetí Říše. Za dobu služby v řadách Wehrmachtu získal Železný kříž druhé třídy.
Po válce, v dobách formování NDR, se stal členem ústředního výboru SED, členství ve Volkskammer získal roku 1950. V letech 1952–1955 byl ministrem vnitra, v rozmezí 1956–1960 ministrem obrany. V těchto funkcích získal řadu významných ocenění.
Od roku 1964 do léta 1973 byl předsedou rady ministrů a po smrti Waltera Ulbrichta předsedou Státní rady NDR, dokud tento post nezískal Erich Honecker.
V těchto dobách také začínaly první pokusy o kontakt a usmíření se se Západním Německem, které vyvrcholilo návštěvou Willyho Brandta v roce 1970.
Po politických změnách v roce 1989 a pádu Honeckera Stoph i dalších 44 komunistických činitelů opustili na veřejný nátlak své funkce. 8. listopadu byl na Stophovo místo dosazen Hans Modrow a Stoph byl následně zatčen za korupci v prosinci téhož roku. Trestní stíhání bylo ovšem ukončeno pro špatný zdravotní stav.
V roce 1994 zemský soud v Berlíně prohlásil, že Stophovi nebude vráceno 200 tisíc německých marek, které mu byly zabaveny po převratu.

## Vyznamenání

### Německá vyznamenání
- Hrdina Německé demokratické republiky – 1984
- Hrdina práce Německé demokratické republiky – 1964 a 1979
- Řád Karla Marxe – 1969, 1974, 1984 a 1989
- Řád praporu práce III. třídy
- Scharnhorstův řád
- Vlastenecký záslužný řád ve zlatě – 1965

### Zahraniční vyznamenání
- Řád Georgiho Dimitrova – Bulharská lidová republika
- Řád Bílého lva za vítězství – Československo, 1984
- Řád bílé růže – Finsko
- Řád José Martího – Kuba, 1984[1][2]
- velkokříž Řádu za zásluhy Polské lidové republiky I. třídy – Polsko, 1985
- Leninův řád – Sovětský svaz, 1984
- Řád Říjnové revoluce – Sovětský svaz, 1989
- Jubilejní medaile 20. výročí vítězství ve Velké vlastenecké válce 1941–1945 – Sovětský svaz, 1965
- Jubilejní medaile 30. výročí vítězství ve Velké vlastenecké válce 1941–1945 – Sovětský svaz, 1975
- Jubilejní medaile 40. výročí vítězství ve Velké vlastenecké válce 1941–1945 – Sovětský svaz, 1985